# الشامية (كحلان الشرف)

تعديل مصدري - تعديل

الشامية هي إحدى قرى عزلة افصر بمديرية كحلان الشرف التابعة لمحافظة حجة، بلغ تعداد سكانها 1423 نسمة حسب تعداد اليمن لعام 2004.